# Allophyes oxycanthae
Allophyes oxycanthae är en fjärilsart som beskrevs av Carl von Linné 1758. Allophyes oxycanthae ingår i släktet Allophyes och familjen nattflyn. Inga underarter finns listade i Catalogue of Life.